# 阿卜杜拉·艾多杜
阿卜杜拉·艾多杜（土耳其語：Abdullah Aydoğdu，1991年9月27日—），土耳其男子盲人门球运动员。他曾代表土耳其参加2012年、2016年和2020年夏季残疾人奥林匹克运动会盲人门球比赛，其中2012年夏季残奥会获得一枚铜牌。